# Rajd Elmot 1985
Rajd Elmot 1985 – 13. edycja Rajdu Elmot. Był to rajd samochodowy rozgrywany od 17 do 18 sierpnia 1985 roku. Była to trzecia runda Rajdowych Samochodowych Mistrzostw Polski w roku 1985. Rajd składał się z dwudziestu jeden odcinków specjalnych. Został rozegrany na nawierzchni asfaltowej. Zwycięzcą został Andrzej Koper.

## Wyniki końcowe rajdu[1][2]
| Miejsce | Kierowca            | Pilot               | Samochód            | Czas    | Strata | Grupa Klasa |
| ------- | ------------------- | ------------------- | ------------------- | ------- | ------ | ----------- |
| 1       | Andrzej Koper       | Krzysztof Gęborys   | Renault 11 Turbo    | 1:19:50 | -      | A-13        |
| 2       | Bogdan Wozowicz     | Barbara Stępkowska  | Ford Escort RS 2000 |         |        | A-13        |
| 3       | Wiktor Polak        | Małgorzata Bajorska | Talbot Sunbeam TI   |         |        | A-13        |
| 4       | Ryszard Trzciński   | Andrzej Pabis       | Lada VAZ 2105 MTX   |         |        | B-21        |
| 5       | Andrzej Białowąs    | Janusz Sękowski     | FSO 1600 A          |         |        | A-14        |
| 6       | Piotr Kufrej        | Maciej Hołuj        | FSO 1600 A          |         |        | A-14        |
| 7       | Romuald Chałas      | Zbigniew Atłowski   | FSO 1600 A          |         |        | A-14        |
| 8       | Stanisław Pawełczak | Edward Korta        | Zastava 1300        |         |        | B-31        |
| 9       | Krzysztof Senft     | Gloria Kossak       | Vauxhall Nova SR    |         |        | A-12        |
| 10      | Piotr Banachowicz   | Leszek Adamczyk     | FSO 1600            |         |        | A-14        |